# Мишовур
Мишовур (пол. Myszowór) — персонаж літературного циклу «Відьмак» польського письменника Анджея Сапковського, друїд, який деякий час був вихователем Паветти.

## Біографія
У книгах Сапковського Мишовур — друїд, друг і радник короля Скелліге Брана. Він з'явився в Цинтрі на бенкеті на честь п'ятнадцятиріччя Паветти і на прохання королеви Каланте став наставником принцеси в магії. Через шість років королева наказала йому вбити Геральта, але незабаром скасувала свій наказ.
У коміксі «Зрада» саме Мишовур, тоді ще зовсім молодий друїд, привів в Каер Морхен маленького Геральта.

## У серіалах
У польському телесеріалі «Відьмак» Мишовура зіграв Олександр Беднарж. В американському серіалі з тією ж назвою Мишовура грає Адам Леві.